# Konrad Schmidt (politik)
Konrad Schmidt (24. července 1810 Agnita – 6. února 1884 Vídeň) byl rakouský právník, státní úředník a politik německé národnosti ze Sedmihradska, v 60. letech 19. století poslanec rakouské Říšské rady, hrabě saského národa, později prezident rakouské Vrchní evangelické rady.

## Biografie
Pocházel z rodiny duchovního Daniela Schmidta. První vzdělání získal od otce. V dětství se naučil maďarsky. V letech 1823–1829 studoval na gymnáziu v Sibini. Maturoval v červenci 1829 s vynikajícím prospěchem. Téhož roku byl doporučen konzistoří pro studium teologie na univerzitě. Nakonec se ale rozhodl studovat práva. Nastoupil na soudní praxi. V březnu 1834 po studiích složil advokátské zkoušky. Téhož roku se oženil. Jeho manželkou se stala dcera rychtáře Mathiase Angermanna. Profesně působil v Sibini jako advokát. Byl zvolen i do městské samosprávy. V srpnu 1846 byl zvolen i na stavovský sněm v Kluži. Opětovně byl zvolen i na zasedání sněmu v květnu 1848. Tehdy už se pod vlivem revolučního dění na sněmu začaly řešit i zásadní státoprávní otázky. Na pořad jednání byl předložen návrh na spojení Sedmihradska s Uherskem nebo zrovnoprávnění sedmihradských Rumunů. Schmidt na shromáždění občanů 18. května 1848 v Sibini odmítl sloučení s Uherskem, jež by podle něj vedlo k rozplynutí jeho historické domoviny. Spojení ale bylo prosazeno a Schmidt byl následně zvolen na Uherský sněm v dnešní Budapešti. Poté, co se ale v uherské metropoli vyhrotila revoluční situace, se vrátil zpět do Sedmihradska. Pobýval pak v rodném městě Agnita (Agnetheln). V březnu 1849 se stal policejním ředitelem v Sibini. Funkci zastával do září 1849. Pak nastoupil konec revoluce a obnova absolutistického systému.
V roce 1851 se stal finančním radou v Sibini, po pěti letech finančním prokurátorem. Na tomto postu setrval až do konce 50. let, kdy vojenská porážka Rakouska v Itálii vedla k obnovení politického ústavního života. Tehdy také byla obnovena zemská samospráva Sedmihradska a jeho tří národů, včetně Němců (Sasů). Císař Schmidta jmenoval v březnu 1861 guberniálním radou a v listopadu 1861 náměstkem hraběte (nejvyššího představitele národní samosprávy) saského národa. V roce 1863 se stal hrabětem saského národa. Do funkce ho císař potvrdil 14. července 1863. Od roku 1861 byl rovněž členem vedení evangelické církve v Sedmihradsku.
Počátkem 60. let se s obnovou ústavního systému vlády zapojil i do vysoké politiky. V zemských volbách byl zvolen na Sedmihradský zemský sněm. Působil také coby poslanec Říšské rady (celostátního parlamentu Rakouského císařství), kam ho delegoval Sedmihradský zemský sněm roku 1863 (Říšská rada tehdy ještě byla volena nepřímo, coby sbor delegátů zemských sněmů). 21. října 1863 složil slib, 12. listopadu 1864 opětovně složil slib. Po jistou dobu zastával i post druhého místopředsedy Říšské rady. V době svého působení ve vídeňském parlamentu se uvádí jako Konrad Schmidt, guberniální rada a hrabě saského národa (Comes der sächsischen Nation) v Sibini.
Po rozpuštění zemského sněmu v Sibini roku 1865 odmítal rostoucí tlak na opětovné sloučení Sedmihradska a Uherska. V rámci rakousko-uherského vyrovnání v roce 1867, kterým zanikla zemská samospráva Sedmihradska, byl Schmidt zbaven svého úřadu hraběte. Byl penzionován a přestěhoval se do Vídně. Zde se roku 1872 stal kurátorem evangelické církve a roku 1874 ho císař jmenoval prezidentem rakouské Vrchní evangelické rady a zároveň ho povýšil na svobodného pána (barona). V roce 1875 byl jmenován doživotním členem předlitavské Panské sněmovny (nevolená horní komora Říšské rady). Stal se tehdy také sekčním šéfem na předlitavském ministerstvu vyučování. Podílel se na obhajobě zájmů rakouských evangelíků.
Zemřel v únoru 1884 na mozkovou mrtvici.